# 接庄镇
接庄镇是中国山东省济宁市任城区下辖的一个镇。

## 行政区划
接庄镇下辖接庄村、宋楼村、接庄东村、西楼村、乔庄村、姜庄村、北辛村、申庄村、口头村、宗营村、前苏村、后苏村、王回庄村、高庙村、东贯庄村、西贯庄村、南贯集一村、南贯集二村、南贯集三村、南贯集四村、南贯集五村、南贯集六村、丁庄村、前袁村、后袁村、东郑庄村、岔河村、常营村、中辛村、前廿里铺村、后廿里铺村、古柳村、东黄楼村、舒辛村、东贾庄村、蔡庄村、大郝村、小郝村、大屯村、十里营村、蒋屯村、八里营村、官庄村、东贾村、中贾村、西贾村、前栗村、后栗村、工联新村社区、苗圃生活区。